# Canal des Rotours
Le canal des Rotours est une voie de navigation, en partie artificielle, créée au XIXe siècle dans la mangrove de l'île de Grande-Terre en Guadeloupe. Il est situé intégralement sur le territoire de la commune de Morne-à-l'Eau dont il entraina le déplacement du bourg principal historique (Vieux-Bourg) de la côte vers l'intérieur des terres (Grippon devenu Morne-à-l'Eau).

## Géographie

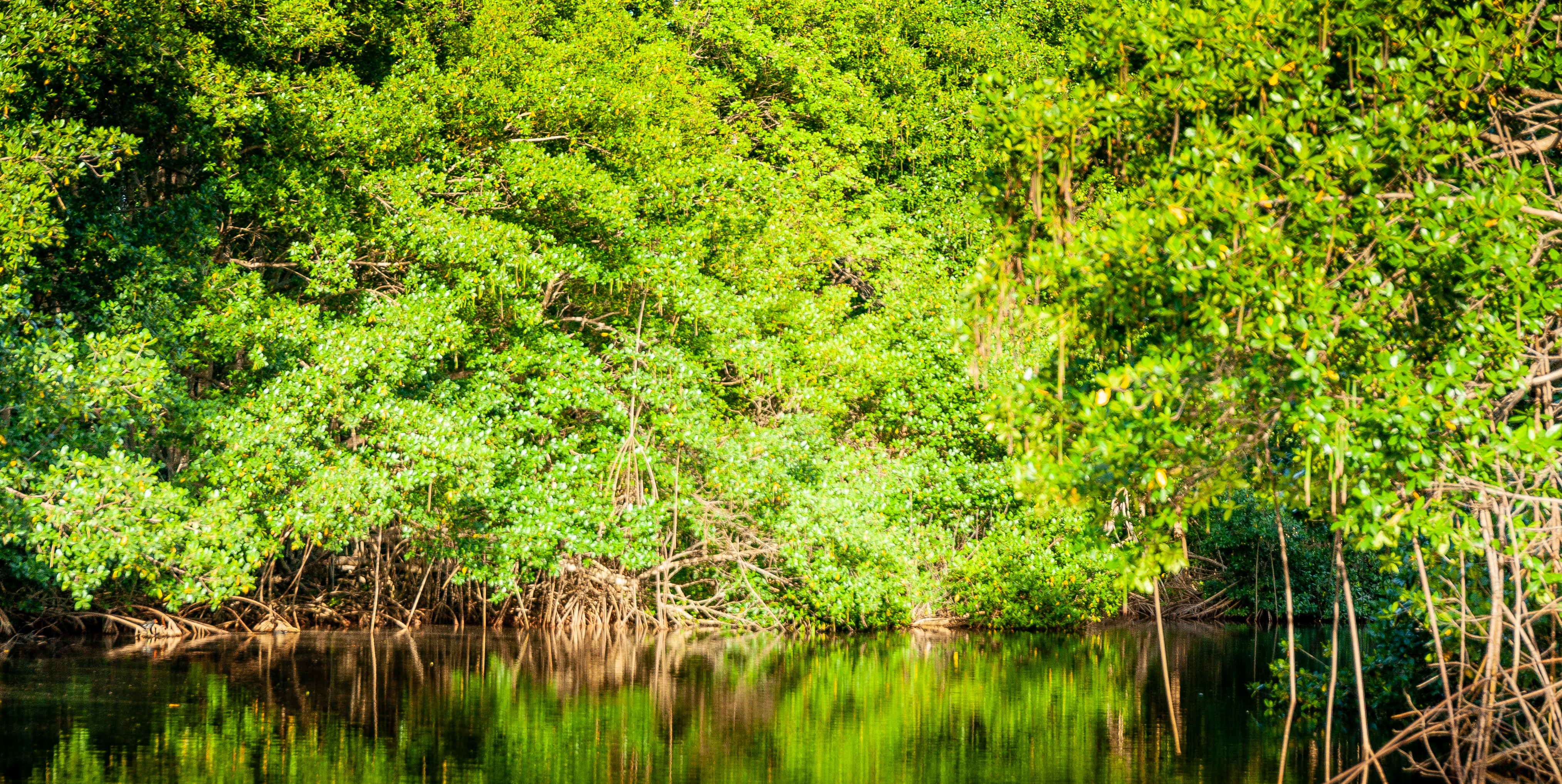
La mangrove du canal.

Long de 6 km, le canal relie le Grand Cul-de-sac marin au centre de Morne-à-l'Eau et finit au lieu-dit Blanchet, au niveau du pont du Débarcadère. Il assure de plus le drainage de la plaine de Grippon – et de toute la zone marécageuse des Grands Fonds – d'où émerge la ravine des Coudes, alimentée par la ravine Négresse, plus à l'Est sur le territoire communal.

## Histoire
Le percement du canal est une décision du gouverneur de la Guadeloupe Jean Julien Angot des Rotours nommé à ce poste en 1826 qui voulait, dès sa prise de fonction, développer un grand nombre de voies navigables au centre de la Grande-Terre pour désenclaver les exploitations agricoles. Le canal des Rotours a été creusé de 1826 à 1830 – par plus de 300 esclaves et hommes libres de couleur – dans la mangrove du Grand Cul-de-sac marin et dans la plaine de Grippon sur le territoire de la future commune de Morne-à-l'Eau, favorisant l'expansion économique et l'extension géographique de celle-ci. Le centre historique de l'ancienne paroisse – Vieux-Bourg situé sur le littoral – est transféré dans les terres sur le site actuel de Morne-à-l'Eau. Il reprend une partie d'un petit canal antérieur, issu de la ravine des Coudes.
Sa création a permis par la suite le développement du transport par chalands, notamment pour la production de sucre de l'Usine centrale de Blanchet créée en 1869. Son utilisation pour le transport sucrier a perduré jusqu'en 1979. Depuis cette date, il est principalement utilisé à des fins touristiques (servant de marina et d'abris pour les petits bateaux) ou de loisir (randonnées en kayak dans la mangrove).
À la suite du passage de l'ouragan Maria, en septembre 2017, qui avait provoqué l'accumulation de nombreux débris végétaux massifs, le canal a été entièrement remis en état de navigation en 2019 par l'enlèvement des embâcles qui obstruaient certaines portions et la navigabilité du lit du canal restaurée sur une largeur minimal de six mètres,.

## Écologie
L'écologie du canal est celle classiquement associée à une zone de mangrove dans les deux premiers kilomètres de sa partie ouest, en communication directe avec le Grand Cul-de-sac marin, où les racines des palétuviers (rouges ou Rhizophora mangle ; noirs ou Avicennia germinans et Avicennia schaueriana ; gris ou Conocarpus erectus ; et blancs ou Laguncularia racemosa) abritent une faune de poissons et de crustacés caractéristiques (dont le crabe de palétuvier (Aratus pisonii), le petit crabe nageur (Pachygrapsus gracilis), le crabe à barbe (Ucides cordatus) ou encore le crabe violoniste (Uca pugilator), des mammifères (rats, mangoustes, racoons), des oiseaux (dont quelques Pics de la Guadeloupe (Melanerpes herminieri), des parulines jaunes (Setophaga petechia)).

## Canal de Pointe-à-Retz
Le canal de Pointe-à-Retz est un canal annexe du canal des Rotours. Il est proche des ruines d'une ancienne usine sucrière, l'usine de la Pointe à Retz, détruite lors du tremblement de terre de 1843, puis reconstruite en partie, avant de fermer définitivement ses portes en 1860. On peut encore y admirer l'ancienne cheminée de l'usine, toujours debout, haute de 12 m et en maçonnerie de tuf et briques de quatre coloris différents.